# Villiers-Herbisse
Villiers-Herbisse ist eine französische Gemeinde mit 82 Einwohnern (Stand: 1. Januar 2022) im Département Aube in der Region Grand Est; sie gehört zum Arrondissement Troyes und zum Kanton Arcis-sur-Aube. Die Einwohner werden Villerats genannt.

## Geografie
Villiers-Herbisse liegt etwa 40 Kilometer nordnordöstlich von Troyes. Umgeben wird Villiers-Herbisse von den Nachbargemeinden Semoine im Norden, Mailly-le-Camp im Osten und Nordosten, Trouans im Osten und Nordosten, Herbisse im Süden, Champfleury im Südwesten sowie Salon im Westen.

## Bevölkerungsentwicklung
| Jahr                      | 1962 | 1968 | 1975 | 1982 | 1990 | 1999 | 2006 | 2011 | 2016 |
| Einwohner                 | 114  | 106  | 89   | 73   | 88   | 90   | 91   | 89   | 87   |
| Quelle: Cassini und INSEE |      |      |      |      |      |      |      |      |      |

## Sehenswürdigkeiten
- Kirche Assomption-de-la-Vierge, seit 1958 Monument historique

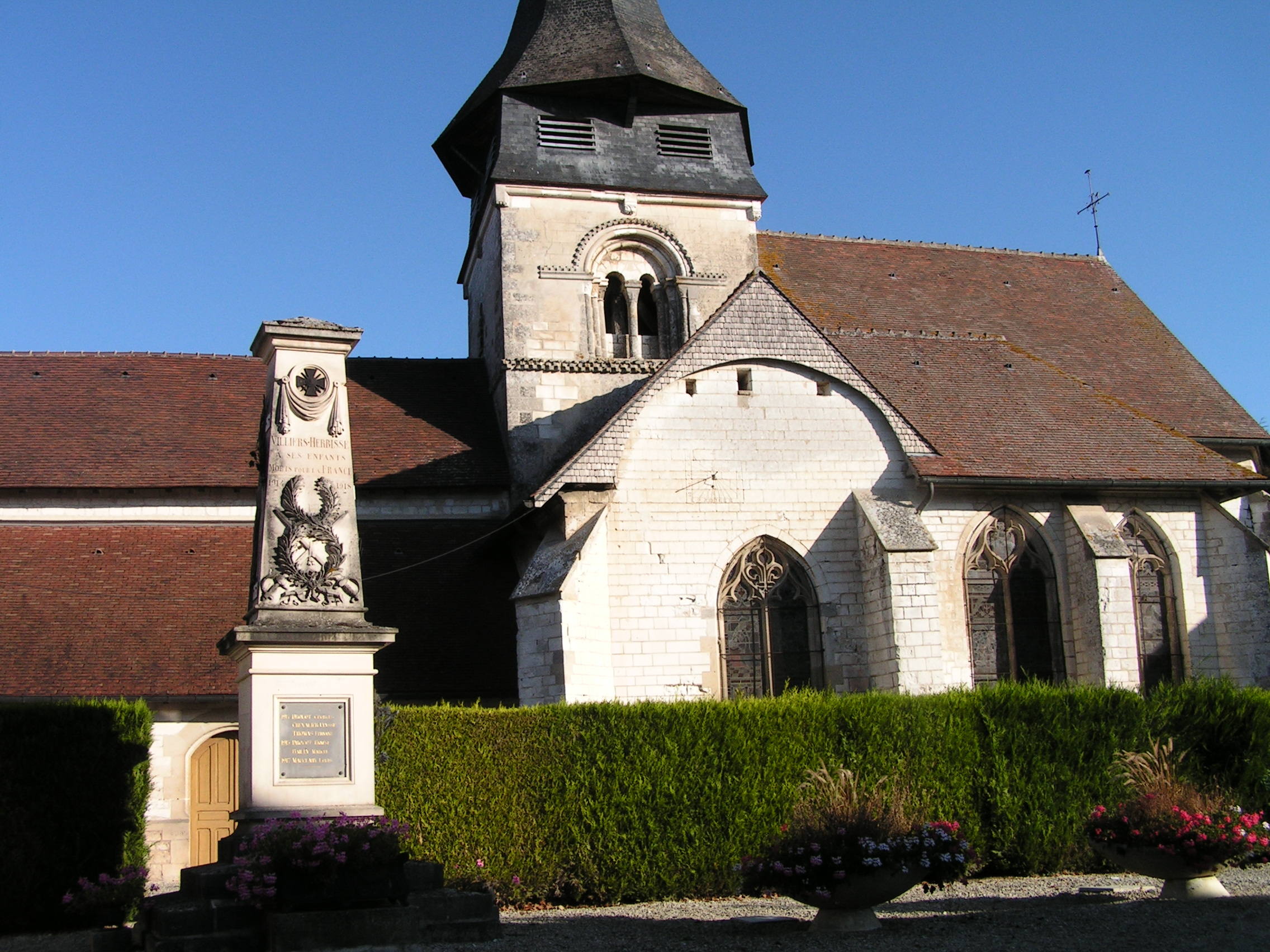
Kirche Assomption-de-la-Vierge

## Persönlichkeiten
- Pierre de Villiers (gestorben 1377), Bischof von Troyes (1375–1377), in Villiers-Herbisse geboren